# سرخس باریک‌هاگدان
سرخس باریک‌هاگدان (نام علمی: Polypodiidae) نام یک زیررده از رده سرخس‌ها است.